# Ávila (prowincja)
Ávila (hiszp. Provincia de Ávila) – prowincja we wspólnocie autonomicznej Kastylia i León w Hiszpanii. Graniczy z prowincjami: Valladolid, Toledo, Cáceres, Segowia, Salamanka, a także ze wspólnotą autonomiczną Madryt.
Stolicą prowincji jest miasto Ávila. Prowincja liczyła w 2005 roku 167 032 mieszkańców. Powierzchnia prowincji to 8050 km². Kod pocztowy do wszystkich miejscowości na terenie prowincji Ávila rozpoczynają cyfry 05.

## Comarki
- Comarca del valle del Tiétar
- Comarca de Arévalo
- Comarca de Ávila
- Comarca de Burgohondo-Cebreros-El Tiemblo
- Comarca de El Barco de Ávila-Piedrahíta

## Najważniejsze gminy
- Ávila – liczba ludności: 53 272
- Arévalo – 7835
- Arenas de San Pedro – 6682
- Candeleda – 5137
- Las Navas del Marqués – 5098
- Sotillo de la Adrada – 4413
- El Tiemblo – 4071
- El Barco de Ávila – 2673
- La Adrada – 2385
- Cebreros – 3370
- El Hoyo de Pinares – 2369